# Приворотень Запаловича
Приворотень Запало́вича (Alchemilla zapalowiczii) — вид квіткових рослин родини трояндових (Rosaceae).

## Біоморфологічна характеристика
Це багаторічна рослина 30–40 см заввишки. Листки густо запушені, майже округлі, без надрізів, розсічені до 1/3 чи глибше на 9–11 лопатей, кожна з 7–11 великими тупими зубцями. Квітоніжки голі.

## Поширення
Україна, Румунія, Македонія; вимер у Словаччині.
В Україні вид росте на гірських луках — у Карпатах, дуже рідко.